# Pelomedusa kobe
Pelomedusa kobe is een schildpad uit de familie pelomedusa's (Pelomedusidae).

## Naam en indeling
De wetenschappelijke naam van de soort werd voor het eerst voorgesteld door Alice Petzold, Mario Vargas-Ramírez, Christian Kehlmaier, Melita Vamberger, Wiliam R. Branch, Louis de Preex, Margaretha D. Hofmeyr, Leon Meyer, Alfred Schleiger, Pavel Široký en Uwe Fritz in 2014. Omdat het dier pas in 2014 werd beschreven is de soort in veel literatuur nog niet bekend.
De soortaanduiding kobe komt uit het Swahili en betekent 'waterschildpad'.

## Uiterlijke kenmerken
De schildpad bereikt een maximale rugschildlengte van 15,9 centimeter maar kan mogelijk nog groter worden. Onder de kin zijn twee kleine baarddraden aanwezig. De temporaalschubben zijn altijd ongepaard. 
Het rugschild heeft een kastanjebruine kleur, de buikzijde is geel. De kop en poten hebben een groene kleur.

## Verspreidingsgebied
Pelomedusa kobe komt voor in delen van Afrika en leeft endemisch in Tanzania.